# Skylake

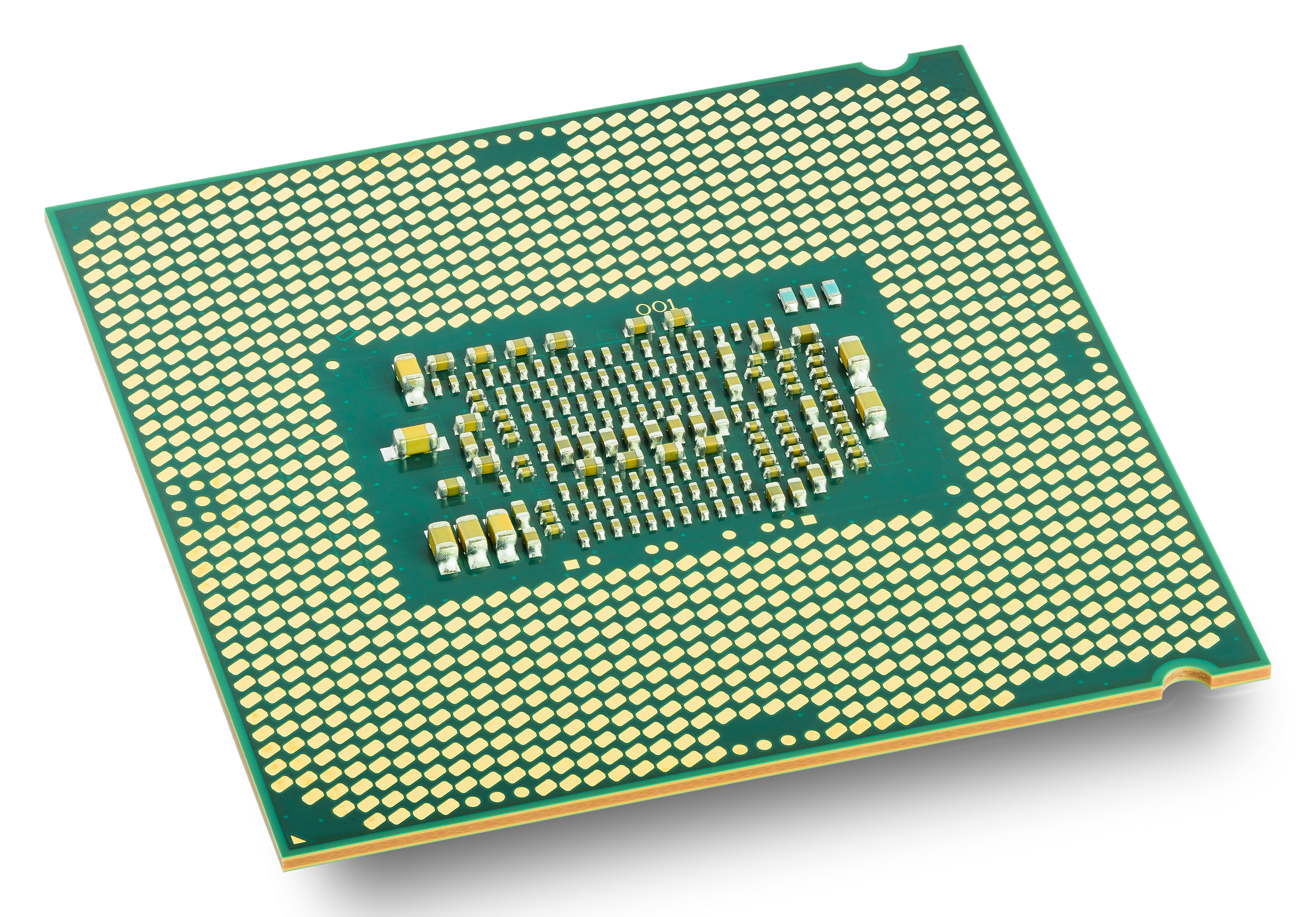
Intel Core i7-6700K con quattro core fisici

Skylake è il nome in codice dell'architettura di sesta generazione sviluppata da Intel per i propri microprocessori. Il debutto ufficiale è stato verso agosto 2015, andando a succedere all'architettura di quinta generazione Broadwell.
È stato introdotto nel 2015 come parte della sesta generazione di processori Intel Core ed è stato successivamente utilizzato in molte altre linee di prodotti Intel. Ecco una definizione dettagliata di Skylake:    Microarchitettura: Skylake rappresenta una significativa evoluzione della microarchitettura x86 sviluppata da Intel. È una delle varianti della microarchitettura "Core" di Intel, che ha visto diverse iterazioni nel corso degli anni.    Processo di fabbricazione: Skylake è stato prodotto utilizzando il processo di fabbricazione a 14 nanometri (14nm), il che significa che i transistor all'interno del processore erano fabbricati con una larghezza minima di 14 nanometri. Questo processo ha permesso di migliorare le prestazioni e l'efficienza energetica rispetto alle generazioni precedenti.    Supporto delle istruzioni: Skylake ha introdotto diverse nuove istruzioni SIMD (Single Instruction, Multiple Data) che migliorano le prestazioni nei carichi di lavoro multimediali e scientifici. Queste includono istruzioni AVX-512 (Advanced Vector Extensions) che consentono operazioni vettoriali più avanzate.    Grafica integrata: I processori Skylake sono stati forniti con grafica integrata basata su architettura Intel HD Graphics, che ha offerto prestazioni grafiche notevolmente migliorate rispetto alle generazioni precedenti. Inoltre, alcuni processori Skylake sono stati dotati di unità grafiche Intel Iris Pro, che offrivano prestazioni grafiche ancora migliori.    Supporto della memoria: Skylake ha supportato l'uso di memoria DDR4, che offre prestazioni e larghezza di banda superiori rispetto alla DDR3 utilizzata nelle generazioni precedenti. Inoltre, ha introdotto il supporto per la tecnologia Optane Memory di Intel, che consente di accelerare l'archiviazione su unità SSD.    Connessioni e porte: I chipset Skylake supportano diverse porte e connessioni, tra cui USB 3.1, Thunderbolt 3, e PCI Express 3.0, che consentono di connettere dispositivi esterni ad alta velocità.    Consumo energetico: Skylake ha introdotto miglioramenti significativi nell'efficienza energetica, consentendo ai dispositivi di durare più a lungo con una singola carica e riducendo il consumo di energia complessivo.    Supporto per la virtualizzazione: Skylake ha offerto un miglior supporto per la virtualizzazione, che è utile per eseguire macchine virtuali in modo più efficiente e sicuro.    Utilizzo: I processori Skylake sono stati utilizzati in una vasta gamma di dispositivi, tra cui laptop, desktop, workstation e server. Hanno rappresentato un'importante pietra miliare nello sviluppo dei processori Intel Core e hanno continuato a essere utilizzati anche nelle generazioni successive. In sintesi, Skylake è stata una microarchitettura di processori Intel significativa e versatile che ha portato miglioramenti significativi in termini di prestazioni, efficienza energetica e funzionalità rispetto alle generazioni precedenti. È stata ampiamente utilizzata in molti dispositivi informatici e ha contribuito a definire gli standard dell'industria per i processori x86.
Ad aprile 2014, Intel dichiarò che l'inizio della produzione dei processori basati su architettura Skylake era previsto per il secondo trimestre 2015, con commercializzazione nell'ultima parte dell'anno.

## Caratteristiche tecniche
Le informazioni relative alle innovazioni di tale architettura sono ancora piuttosto scarse, ma l'intenzione ormai dichiarata da tempo sarà quella di andare sempre di più nella direzione del contenimento dei consumi grazie ad una maggiore efficienza e alla concentrazione di diversi sotto-sistemi all'interno della sola CPU, realizzando quindi, almeno in alcune specifiche varianti, un System on a Chip (SoC).
Sono previste 4 varianti di Skylake, ma solo una di esse potrà essere montata in un tradizionale socket:
- Skylake-S (SKL-S) - package di tipo LGA
- Skylake-H (SKL-H) - package di tipo BGA
- Skylake-U (SKL-U) - package di tipo BGA
- Skylake-Y (SKL-Y) - package di tipo BGA

Più nello specifico, le varianti SKL-H, SKL-U e SKL-Y integreranno anche il Platform Controller Hub (PCH), mentre la versione SKL-S rimarrà con un design a due chip. In presenza del PCH integrato, il collegamento Direct Media Interface (DMI) passerà dalla precedente versione 2.0 alla 3.0, in grado di offrire una banda passante di 8 GT/s.
La variante SKL-S potrà essere installata in un nuovo socket, l'LGA 1151, evoluzione del precedente LGA 1150 introdotto da Haswell.
Verrà invece abbandonata l'integrazione del cosiddetto Fully Integrated Voltage Regulator (FIVR), che nella precedente architettura Haswell era stato integrato direttamente nel die della CPU, mentre con Skylake tornerà a essere posizionato sulla scheda madre, al fine di contenere i consumi del processore.
Altre caratteristiche prevedono il supporto fino a 20 linee PCI Express 3.0 e, per la prima volta, quello ai nuovi standard PCI Express 4.0 (perlomeno nella varianti note come Skylake-E/EP/EX), SATA Express e Thunderbolt 3.0 (mediante il controller Alpine Ridge).
La cache dovrebbe invece conservare un progetto molto simile a quello introdotto con Haswell, ovvero 128 KB per la L1 (64 KB + 64 KB con associatività a 16 vie per le "instruction cache" e "data cache" con tempo di accesso di 2 cicli), 512 KB per la L2 (sempre con associatività a 16 vie con un tempo di accesso di 6 cicli) e 12 MB per la L3 (con associatività a 24 vie per un tempo di accesso di 12 cicli). A queste si aggiungerà la L4 di tipo eDRAM da 128 MB nelle speciali versioni con comparto grafico potenziato per il settore mobile. Tale architettura per la cache è praticamente la stessa di Haswell, con l'unica eccezione della maggiore dimensione massima della cache L3.
Pare che con questa architettura Intel raggiungerà un risultato che l'azienda si è posta da lungo tempo, vale a dire la possibilità di far funzionare la CPU e il comparto grafico integrato in maniera "cooperativa", sfruttando quindi in maniera dinamica le potenzialità di entrambi i sotto-sistemi per ottimizzare i calcoli. Si tratterebbe quindi della prima architettura "ibrida" per una CPU Intel.

### Memorie DDR4 per tutti i settori di mercato
Nell'aprile 2012 venne annunciato che le versioni per il settore server di fascia più alta, basate sulla precedente architettura Haswell, e in particolare conosciute come Haswell-EX, che verranno presentate verso la fine del 2014, introdurranno il supporto per le memorie RAM DDR4. Tale supporto in questa prima incarnazione però sarà dedicato esclusivamente al settore server, mentre l'introduzione della nuova tecnologia per tutti i settori di mercato dovrebbe avvenire proprio con l'architettura Skylake, fino a raggiungere un massimo di 64 GB.
Le varianti SKL-U e SKL-Y supporteranno un solo slot DIMM per canale, mentre le varianti SKL-H e SKL-S supporteranno 2 slots DIMM per canale. Tutti i modelli previsti avranno invece il moltiplicatore bloccato.

### Tecnologie Implementate
A queste caratteristiche si aggiungereanno alcuni nuovi set di istruzioni quali AVX-512F (Advanced Vector Extensions 3.2), Intel SHA Extensions (SHA-1 e SHA-256, ovvero Secure Hash Algorithms), Intel MPX (Memory Protection Extensions) e Intel ADX (Multi-Precision Add-Carry Instruction Extensions).

## Considerazioni sull'abbinamento "Processo produttivo/Architettura" di Intel
A partire dall'introduzione dell'architettura Core, successiva alla NetBurst e avvenuta a metà 2006, Intel ha dichiarato l'intenzione di presentare una nuova architettura ogni 2 anni, in modo da poter tenere il passo con la famosa Legge di Moore. Per aumentare le prestazioni di una CPU mantenendone sotto controllo anche il consumo energetico è necessario non solo ottimizzarne l'architettura, ma anche realizzare i nuovi dispositivi con processi produttivi sempre più raffinati.
Per limitare gli imprevisti delle innovazioni tecnologiche necessarie al rinnovamento generazionale dei propri processori, a partire dagli inizi del 2006 Intel ha iniziato a seguire una strategia denominata "Tick-Tock": prima viene introdotta una nuova tecnologia produttiva sulla base di un'architettura già collaudata (la fase "Tick") e in seguito, quando tale tecnologia è in grado di fornire rese elevate, la si adotta per produrre una nuova architettura (la fase "Tock").
I primi esponenti di questa nuova filosofia di progetto, furono i processori Pentium D Presler (che avevano praticamente la stessa architettura dei precedenti Smithfield) con cui venne introdotto il processo produttivo a 65 nm (fase "Tick"). Dopo aver collaudato la nuova tecnologia costruttiva con queste CPU, Intel passò alla nuova architettura Core dei Core 2 Duo, prodotta sempre a 65 nm (fase "Tock").
In maniera analoga, tra la fine del 2007 e l'inizio del 2008, Intel presentò i processori Penryn e Wolfdale che erano in sostanza dei die-shrink del Core 2 Duo, a 45 nm (fase "Tick"). A fine 2008, quando anche questo processo produttivo era ormai a punto, arrivò l'architettura Nehalem (fase "Tock"). La sua evoluzione Westmere è stata realizzata a 32 nm a partire dai primi mesi del 2010 (fase "Tick"), in modo da collaudare anche questa tecnologia in vista dell'architettura successiva Sandy Bridge, uscita poi nel 2011 (fase "Tock"). L'intenzione dichiarata di Intel, molto ambiziosa, era quella di migliorare il rapporto performance/watt del 300% entro la fine del decennio.
Seguendo il medesimo principio, Sandy Bridge è stata poi seguita dal die-shrink a 22 nm Ivy Bridge nel 2012 (fase "Tick"), che ha quindi mantenuto la stessa architettura ma ha introdotto un nuovo processo produttivo. Nel 2013 è arrivata anche la nuova architettura Haswell (fase "Tock"), il cui die-shrink a 14 nm ha preso il nome di Broadwell (fase "Tick"); quest'ultimo verrà poi seguito negli anni seguenti dall'architettura Skylake (fase "Tock") e dalla sua ri-scalatura Ice Lake (precedentemente chiamato Cannonlake e ancora prima Skymont) (fase "Tick").
Questa metodologia di sviluppo, nelle intenzioni di Intel, minimizza i rischi propri dell'adozione di una nuova tecnologia produttiva con un'architettura a sua volta completamente nuova, consentendo ai progettisti di concentrarsi, ad anni alterni, sulla risoluzione di una sola classe di problemi.

## Il successore
Le informazioni riguardanti i progetti che succederanno a Skylake sono ancora piuttosto scarse. Le intenzioni dichiarate dal produttore sono quelle di continuare l'approccio "Tick-Tock" (descritto poco sopra) per l'innovazione delle proprie CPU, introdotto nel 2006 con l'architettura "Core" e che è proseguito poi con l'architettura Nehalem nel 2008, con Sandy Bridge nel 2010, con Haswell nel 2013, e poi con Skylake stessa nel 2015.
Così come avvenuto per la precedente architettura Haswell, della quale venne rilasciata una lieve revisione intermedia chiamata "Haswell Refresh" prima del suo die-shrink Broadwell, anche tra Skylake e il rispettivo die-shrink verrà rilasciata una revisione intermedia nel 2016 che prenderà il nome di Kaby Lake e sarà sempre a 14 nm.
La futura generazione verrà basata sul processo produttivo a 10 nm che verrà sviluppato attraverso le ultime evoluzioni di Skylake, ovvero del suo die-shrink che prenderanno il nome di Cannonlake (precedentemente chiamato Skymont) con arrivo previsto nel 2017.